# Isvak

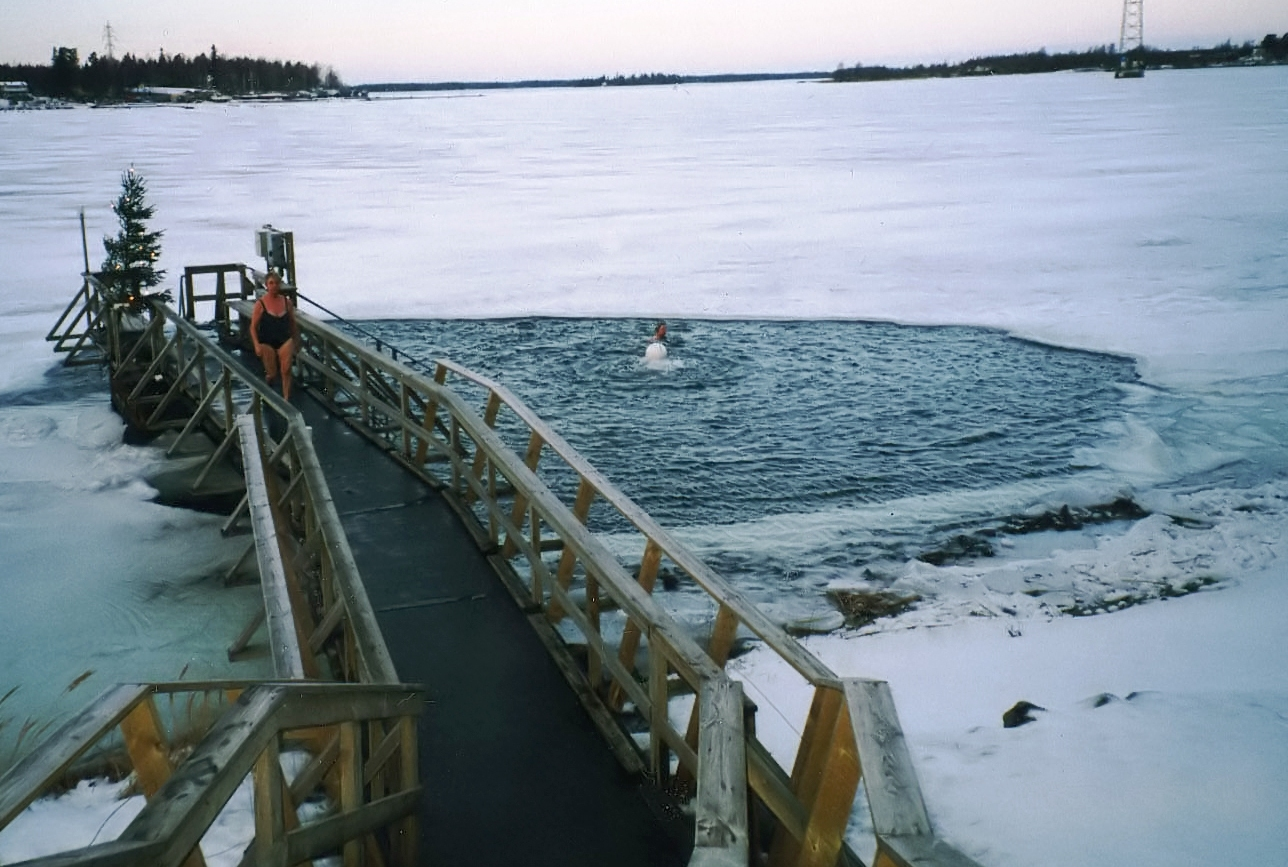
En isvak

En isvak är en öppning i ett istäcke. En isvak kan förekomma på en frusen sjö, eller ett dito hav eller vattendrag där isen, oftast på grund av belastning, har spruckit och bildat ett större hål. Isvakar kan också tas upp av människor, bland annat för vinterbad.
Vindvak är benämningen på en isvak som uppstår när det bildats sprickor i isen på grund av stora temperaturskiftningar. När det ligger snö på isen tyngs den ner och vatten sipprar upp genom sprickorna. Det uppträngande vattnet smälter isen och hålet utvidgas. Benämningen vindvak kommer från vattnets vindlande rörelse i hålet och inte från vinden i luften.